# Tren cremallera de Montserrat
El cremallera de Montserrat está situado en el municipio barcelonés de Monistrol de Montserrat, Cataluña, España. Une la localidad con el Monasterio de Montserrat. Fue inaugurado el 6 de octubre de 1892 por la compañía Ferrocarriles de Montaña a Grandes Pendientes. En el año 2008 transportó a 489.665 viajeros. Tiene una capacidad de transporte para 1.500 personas cada hora. Utiliza el sistema Abt.
Actualmente, junto con el Cremallera de Núria, son los dos únicos sistemas de tren cremallera activos en la península iberica. Es propiedad y explotado por Ferrocarriles de la Generalidad de Cataluña (FGC).

## Historia
El tren cremallera de Montserrat fue inaugurado el 6 de octubre de 1892 por la compañía Ferrocarriles de Montaña a Grandes Pendientes gracias al empresario catalán Josep M. González. Se tardaba en hacer el trayecto 1 hora y 5 minutos, algo inimaginable en la actualidad. 
La gran revolución de la época era que el tren cremallera, enlazando con los Ferrocarriles del Norte, permitía ir y volver de Montserrat desde Barcelona en un solo día. Este primer cremallera que tuvo Montserrat, fue clausurado el 12 de mayo de 1957, aunque las vías e instalaciones no fueron levantadas hasta 1972. 
A finales del siglo XX, la Generalidad de Cataluña se planteó construir un nuevo cremallera. Este nuevo cremallera no vería finalizado su proyecto hasta el año 2001 después de un anteproyecto en 1991. 
El 11 de junio de 2003 se inauguró el nuevo cremallera operado por FGC. 

## Cronología

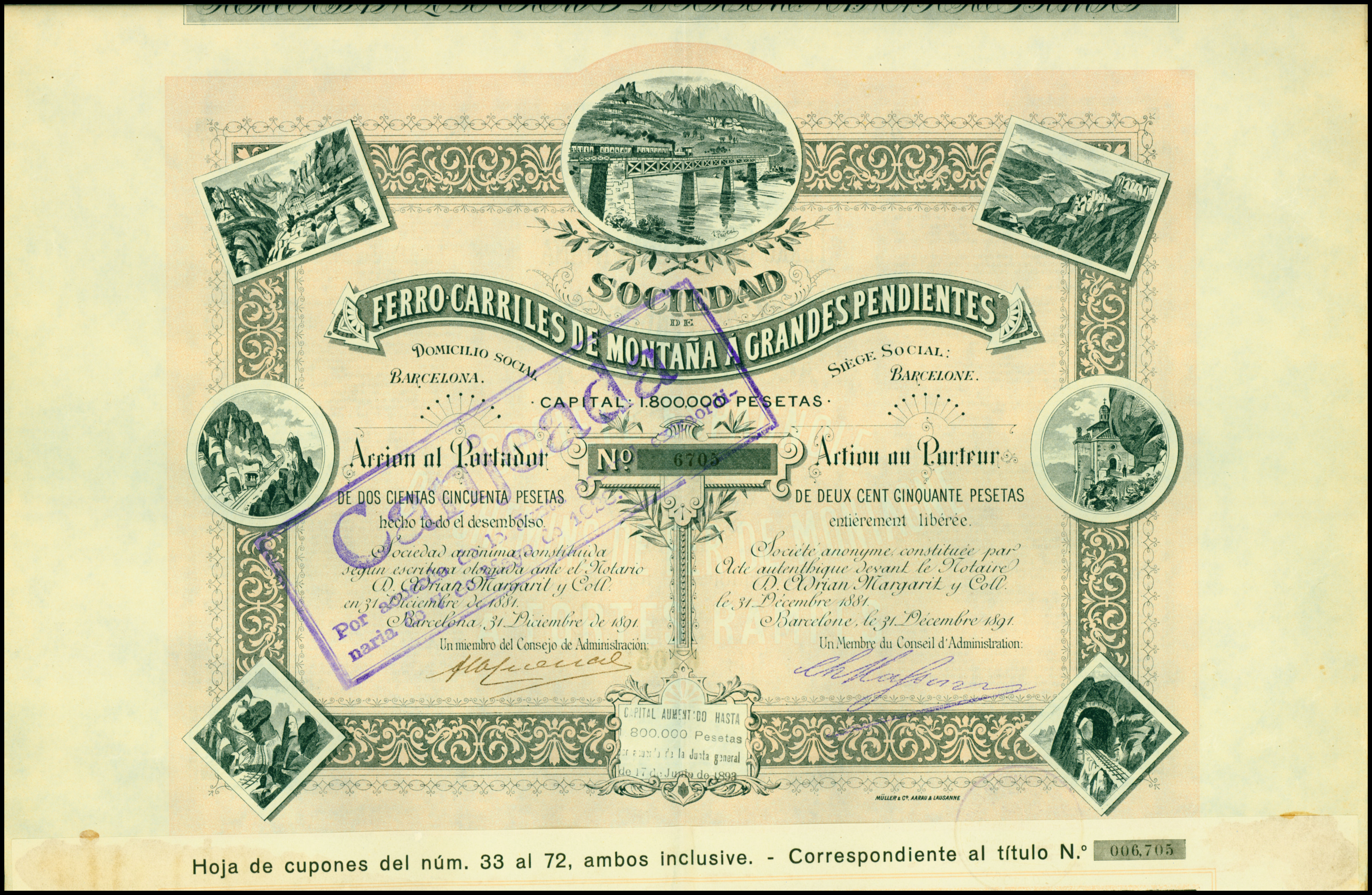
Acción de la sociedad Ferrocarriles de Montaña a Grandes Pendientes de diciembre de 1891

- El 31 de diciembre de 1881 se constituye la sociedad Ferrocarriles de Montaña a Grandes Pendientes.

- El 27 de julio de 1882 se aprueba la concesión.

- El 5 de mayo de 1892 los obreros que perforan el túnel de los Apóstoles se encuentran a la mitad.

- El 6 de octubre de 1892 se inaugura oficialmente el Cremallera.